# Fisklösen (Ljusnarsbergs socken, Västmanland)
Fisklösen är en sjö i Ljusnarsbergs kommun i Västmanland och ingår i Norrströms huvudavrinningsområde.